# Gryf Pomorski (pismo)
"Gryf Pomorski" – konspiracyjne pismo wydawane przez Tajną Organizację Wojskową "Gryf Pomorski".
Pismo "Gryf Pomorski" ukazujące się w latach 1942–1944 było głównym organem prasowym TOW "GP". Szacowany jednorazowy nakład pisma wynosił 300-500 egzemplarzy. Początkowo ukazywało się w formie rękopisów później zaczęto wydawać je na powielaczu. Często też ze względów bezpieczeństwa zmieniano miejsce wydawania pisma tj.: Wejherowo, Czarlin k. Stężycy, Kamienica Królewska pow. kartuski, Bącka Huta pow. wejherowski, Zblewo pow. starogardzki. Pismo "Gryf Pomorski" ukazywało się nieregularnie z czego na obecną chwilę zachowało się pięć numerów tej gazety konspiracyjnej. Niektóre zachowane informacje sugerują, że pismo "GP" było kontynuacją i rozwinięciem konspiracyjnego pisma "Informator Radiowy".
Zachowane numery z 1943 r. to 6, 9, 10 z czego ostatnie dwa redagował Jan Bianga.
- Gazetka z numerem 6 datowana jest na 29 czerwca 1943 r. W związku z obchodami "Dni Morza" w zdecydowanej większości artykułów poświęcona jest problematyce morskiej. W tym numerze znajduje się też apel A. Westphala podpisany ps. "Dzwon" o pomoc wzajemną ludności polskiej na terenie pomorskim.
- Numer 9 datowany na 28 sierpnia 1943 r. i wydany był jako jednostronicowy maszynopis. Podaje głównie informację o sytuacji na frontach w różnych częściach świata. Komentarze i informacje w tym numerze podpisał J. Bianga pseudonimem "Patria".
- Numer 10 z 9 września 1943 r. jest podobny do przedniego. Oprócz informacji z frontów światowych pojawia się też tekst pt. "Sprawiedliwość nadchodzi".

Znane na tę chwilę numery pisma pochodzą też z 1944 r. Pojawiły się po przerwie związanej również z aresztowaniami członków "Gryfa" m.in. Jana Biangi w drugiej połowie października 1943 r. 
- Numer 1 datowany na 14 lutego 1944 r. został wykonany na powielaczu. Wstępny artykuł informuje o kontynuacji pracy konspiracyjnej. Pojawiają się też informacje, że pismo będzie się ukazywać nieregularnie jak również zamieszczone jest wezwanie do walki z okupantem. Dalsze informacje opisują sytuacje na frontach. Żaden tekst nie został podpisany.
- Numer 2 jest z datą 27 lutego 1944 r. i liczy osiem stron wykonanych na powielaczu. Pojawia się tutaj tekst partyzanta ps. "Gwiazda", który zawiera apel o przeciwstawienie się bandytyzmowi i wysoką dyscyplinę wśród członków oddziałów szturmowych. Pojawią się artykuły o działalności partyzanckiej i dorobkowi morskiemu Polski międzywojennej. Jest tutaj też szereg tekstów poświęconych sytuacji na frontach. Wszystkie artykuły w tym numerze są anonimowe.